# Váy hồng tầng 24
Váy hồng tầng 24 là một bộ phim truyền hình được thực hiện bởi BHD, do Nguyễn Minh Chung làm đạo diễn. Phim được mua kịch bản chuyển thể từ bộ phim truyền hình Unbeatable 1 của Trung Quốc năm 2010. Phim phát sóng vào lúc 21h20 thứ 2, 3, 4 hàng tuần, bắt đầu từ ngày 9 tháng 7 năm 2013 và kết thúc vào ngày 16 tháng 9 năm 2013 trên kênh VTV3.
Váy hồng tầng 24 lấy chủ đề về giới truyền thông và những cạnh tranh giữa tình yêu và công việc. Để phù hợp với bối cảnh văn hóa trong nước, Nguyễn Minh Chung đã loại bỏ hầu hết cảnh nóng ở bản remake. Quá trình quay phim chính diễn ra trong vòng ba tháng, bắt đầu từ ngày 22 tháng 2 năm 2013. Các diễn viên Diễm My 9x, Huy Khánh, Kim Hiền, Chi Bảo, Hứa Vĩ Văn,... lần lượt được tuyển chọn vào những vai chính trong phim. Tác phẩm cũng đánh dấu lần đầu ca sĩ người Mỹ Kyo York tham gia diễn xuất truyền hình. Bộ phim được đầu tư kinh phí lớn với nhiều bối cảnh đô thành sang trọng, bao gồm cao ốc Bitexco Financial Tower và khách sạn Imperial Sài Gòn. Trước thời điểm lên sóng truyền hình, đoàn phim đã có một buổi ra mắt trước giới truyền thông tại Thành phố Hồ Chí Minh.
Thời điểm phát sóng gốc, tác phẩm đã vấp phải nhiều phản ứng tiêu cực về chất lượng nội dung và bị gọi là "thảm họa", một sản phẩm Việt hóa thất bại của phim truyền hình Việt Nam. Những khen ngợi về phim đa số nằm ở phần bối cảnh, phục trang và hình ảnh xinh đẹp của dàn diễn viên. Bộ phim cũng hứng chịu chỉ trích vì lạm dụng hình ảnh nhãn hàng tài trợ một cách "lộ liễu" từ đầu đến cuối. Nhiều báo chí sau này đã dẫn phim làm ví dụ tiêu biểu cho hiện tượng quảng cáo phản cảm và gọi Váy hồng tầng 24 "không khác gì phim quảng cáo cho một hãng mỹ phẩm".

## Nội dung
Váy hồng tầng 24 là câu chuyện tình yêu và thương trường của bốn cô bạn thân An Nhiên (Diễm My), Khánh Ly (Khánh My), Thảo Vy (Ammy Minh Khuê), Thùy Như (Yumi Dương). Cùng làm việc trong công ty truyền thông hàng đầu S.H.E, nhưng mỗi người lại mang một tính cách và mục tiêu sống khác nhau. Họ đều là những cô gái tự tin, dám yêu và dám làm tất cả để bảo vệ tình yêu của mình. Ước mơ của họ là trở thành những phụ nữ thành công trong công việc và cuộc sống.
An Nhiên là cô nàng xinh đẹp, đã tốt nghiệp thạc sỹ chuyên ngành truyền thông tại Singapore. Những may mắn từ trước đến nay của cô đều do "Ông Bụt" – một nhân vật ẩn danh luôn nâng đỡ An Nhiên đằng sau cánh gà. Trong lần đầu đi phỏng vấn tại S.H.E theo chỉ dẫn của "Ông Bụt", cô đã bị từ chối thẳng thừng. Nhưng với sự trợ giúp của "giám đốc tạp vụ" Trác Nguyên (Huy Khánh), cô vô tình trở thành tâm điểm chú ý trước giới báo chí và giúp công ty vượt qua cuộc khủng hoảng truyền thông lớn. Vì tình thế bắt buộc, chỉ sau một đêm, An Nhiên mặc nhiên được phong thành Giám đốc điều hành sáng tạo S.H.E. Để biết được thân thế và động cơ của "Ông Bụt", An Nhiên chấp nhận vai trò bất đắc dĩ của mình tại đây.
Với sự giúp đỡ từ Trác Nguyên cùng những người bạn Thảo Vy, Thùy Như và Khánh Ly, An Nhiên ngày càng trưởng thành, bản lĩnh hơn trong công việc và cuộc sống. Nhưng cô cũng dần phát hiện ra âm mưu đen tối của những kẻ đang rắp tâm thành lập một "Đế chế truyền thông" đầy toan tính và thủ đoạn ngay trong nội bộ công ty. Đó còn là quá trình An Nhiên tìm hiểu quá khứ Trác Nguyên, người mà cô đem lòng yêu – một chàng trai lạnh lùng có thân thế bí ẩn luôn giấu kín trong lòng.

## Diễn viên
- Diễm My 9x trong vai An Nhiên[3]
- Khánh My trong vai Khánh Ly[4]
- Ammy Minh Khuê trong vai Thảo Vy[5]
- Yumi Dương trong vai Thùy Như[5]
- Kyo York trong vai Frank[6]
- Huy Khánh trong vai Vũ Trác Nguyên[7][8]
- Chi Bảo trong vai Thanh Phương
- Hứa Vĩ Văn trong vai Hữu Điền
- Kim Hiền trong vai Thanh Vân[9]
- Quốc Trường trong vai Hoàng Khải
- Huỳnh Long trong vai Hải Hà
- Lan Phương trong vai Quỳnh Đỗ[10]
- Thúy Hạnh trong vai Hoàng Yến[10]
- Kiều Ngân trong vai Huệ Chi
- Lân Bích trong vai Ông Đức
- Đàm Loan trong vai Bà Dan Lê
- Mã Trung trong vai Chris
- Huỳnh Kiến An trong vai Bác sĩ tâm lý
- Thành Tà trong vai Bà Thân
- Quốc Nam trong vai Peter
- Minh Dung trong vai Mỹ Lệ
- Nhất Hương trong vai Thạch Thảo
- Trọng Thu trong vai Chủ tịch Hoàn Mỹ
- Minh Cường trong vai Cao Minh
- Thảo Trang trong vai Lan
- Chris Nguyễn trong vai Eric

Cùng một số diễn viên khác...

## Ca khúc trong phim
Bài hát trong phim là ca khúc "Tango trao tay", sáng tác bởi Huy Tuấn, biên lời Hà Quang Minh, và Văn Mai Hương là người thể hiện.

## Sản xuất

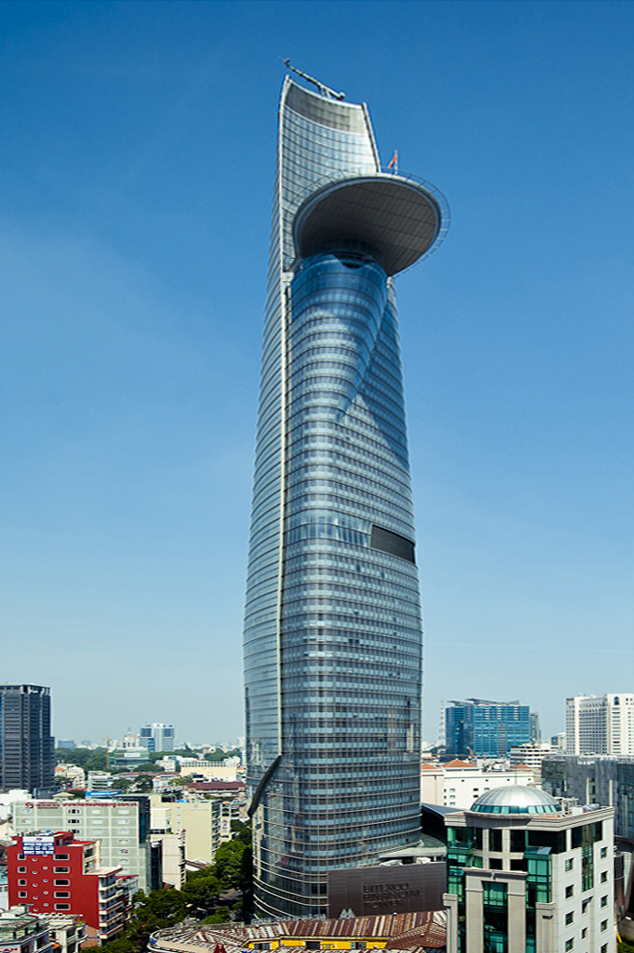
Tòa nhà Bitexco Financial Tower, một trong những bối cảnh chính của bộ phim.

Váy hồng tầng 24 do Nguyễn Minh Chung làm đạo diễn, với kịch bản chuyển thể từ bộ phim truyền hình Unbeatable 1 của Trung Quốc năm 2010 – tác phẩm được ví như Sex and the City phiên bản châu Á. Để phù hợp với đặc thù văn hóa Việt Nam, đạo diễn Nguyễn Minh Chung đã loại bỏ gần như 100% cảnh nóng khỏi nội dung và thay vào đó là những căng thẳng, ganh đua trong một công ty truyền thông. Bộ phim chính thức khởi quay từ ngày 22 tháng 2 năm 2013 và kéo dài trong vòng 3 tháng. Công ty sản xuất bộ phim là BHD, Ngọc Hiệp đảm nhận vai trò điều hành sản xuất. Thương hiệu mỹ phẩm Pond's Việt Nam là nhà tài trợ chính xuyên suốt dự án.
Giải thích về tiêu đề bộ phim, đạo diễn Nguyễn Minh Chung cho biết Váy hồng tầng 24 được cấu thành từ hai ý nghĩa: "váy hồng" biểu tượng cho phụ nữ đẹp; còn "tầng 24" vừa có thể hiểu là vị trí công ty S.H.E nơi truyện phim diễn ra, vừa có thể hiểu là số tuổi của nữ chính. Nội dung phim phác họa một cái nhìn về ngành truyền thông, cụ thể hơn là lĩnh vực quảng cáo sáng tạo. Theo ông, đây là một đề tài khá mới và rất khó bởi bối cảnh, lời thoại lẫn các tình huống trong phim đòi hỏi phải chuẩn xác và mang tính chuyên môn. Nhằm khiến phim chân thực và sống động hơn, trước ngày khai máy Minh Chung cùng đoàn phim đã dành nhiều thời gian tìm hiểu về ngành truyền thông, khó khăn của các nhãn hàng khi du nhập vào Việt Nam, và công việc thực tế của những bạn trẻ đang làm việc tại các công ty truyền thông đương thời.
Lấy chủ đề chuyện công sở, phim được đầu tư kinh phí lớn cho những bối cảnh sang trọng như cao ốc Bitexco, khách sạn Imperial Sài Gòn và nhiều ngoại cảnh, đại cảnh khác. Nguyễn Minh Chung tự hào đây là tác phẩm mà ông hài lòng nhất trong số các bộ phim Việt hóa từng làm, nói rằng "kịch bản phim khá hay, lại được đầu tư kinh phí lớn", đồng thời cho biết đoàn làm phim cũng chọn lọc và điều chỉnh nội dung sao cho phù hợp khán giả Việt, qua đó ông tin chắc bộ phim sẽ "chiếm được cảm tình của khán giả". Theo thông cáo của nhà sản xuất, Váy hồng tầng 24 là bộ phim Việt Nam đầu tiên làm về ngành truyền thông, song theo báo Công an nhân dân, đề tài này từng được khai thác trong bộ phim truyền hình năm 2010 Phía cuối cầu vồng.
Dàn diễn viên chính trong phim gồm Diễm My 9x, Huy Khánh, Chi Bảo, Hứa Vĩ Văn, Kim Hiền, Ammy Minh Khuê, Khánh My và Yumi Dương. Ban đầu, diễn viên Thanh Duy có tham gia vào một vai trong bộ phim, nhưng sau đó đã rút lui. Váy hồng tầng 24 là bộ phim mà Huy Khánh và Diễm My 9x có nhiều phân đoạn diễn chung nhất so với hai phim trước đóng cặp với nhau. Trong quá trình bấm máy, hai diễn viên hầu như ngày nào cũng có mặt trên phim trường. Huy Khánh từng bị bầm tím hông vì bê đỡ Diễm My 9x trong khi thực hiện cảnh nhảy điệu tango dài 2 phút. Tác phẩm đồng thời đánh dấu lần đầu tiên ca sĩ Mỹ Kyo York lấn sân sang mảng truyền hình. Ngoài diễn viên chính, ca sĩ Văn Mai Hương cũng tham gia làm diễn viên khách mời và thể hiện ca khúc chủ đề của bộ phim.

## Phát sóng
Buổi họp báo phim đã tổ chức vào tối ngày 8 tháng 7 năm 2013 tại một rạp BHD ở Thành phố Hồ Chí Minh. Ban đầu, bộ phim dự kiến lên sóng ngày 15 tháng 7 năm 2013. Sau khi Bí mật tam giác vàng kết thúc, Váy hồng tầng 24 lên sóng tập đầu vào ngày 9 tháng 7 cùng năm, trong khung giờ "vàng" lúc 21h20 từ thứ 2 đến thứ 4 hàng tuần trên kênh VTV3. Tác phẩm kéo dài 30 tập, mỗi tập 40 phút, lên sóng tập cuối cùng vào ngày 16 tháng 9 năm 2013. Bên cạnh quảng cáo trên truyền hình, nhà sản xuất cũng tạo trang Facebook riêng về phim và tổ chức những cuộc thi xem phim nhận quà, dự đoán nhận quà, sáng tạo lời thoại,... với giải thưởng là một sản phẩm tài trợ từ Pond's.

## Tiếp nhận

Diễm My vào năm 2013. Cô là người thủ vai chính, một vai diễn nhận về nhiều ý kiến trái chiều từ khán giả.

Trong thời gian phát sóng gốc, Váy hồng tầng 24 đã bị xem như là một sản phẩm Việt hóa thất bại, trái với kỳ vọng của khán giả về một bom tấn trên màn ảnh nhỏ. Lý do cho sự thất bại của phim giống với các bộ phim remake trước đó: cách xây dựng nhân vật, câu chuyện khiên cưỡng; bối cảnh xa lạ; lời thoại khuôn sáo; lối kể truyện thiếu mạch lạc, kịch tính; và trên hết là diễn xuất sống sượng của dàn diễn viên. Nhân vật chính do Diễm My thủ vai bị "ném đá" nhiều nhất vì thể hiện ra ngoài là một người trẻ con, vô duyên, thiếu trách nhiệm và có nhiều hành động "dở hơi", dù được tô vẽ là cô gái thông minh, duyên dáng. Dàn diễn viên nữ do "lạm dụng" trang điểm nên khuôn mặt trở nên "cứng đờ". Việc phim thu tiếng trực tiếp trong khi một số diễn viên chất giọng không tốt cũng khiến nhiều đoạn đối thoại với nhau gượng gạo "như học sinh đọc trả bài". Điểm cộng của phim được ghi nhận chủ yếu ở khung cảnh hiện đại, sang trọng; kỹ thuật quay "khá tốt"; phần âm nhạc cuốn hút; và hình ảnh những cô gái chân dài xinh đẹp.
Khi phát sóng được ⅓, phim bị nhận xét không hấp dẫn khán giả như mong đợi. Việc phát sóng ngay sau bộ phim hình sự Bí mật tam giác vàng được cho là một thiệt thòi lớn với Váy hồng tầng 24 khi rating tác phẩm trước đó quá cao. Các ý kiến cho rằng phần mào đầu của phim vô lý, khi chuyện nữ chính không kinh nghiệm chỉ vì hành động bột phát mà lên làm lãnh đạo công ty truyền thông lớn, điều không thể xảy ra ngoài đời thực. Ngoài ra, các phân cảnh Diễm My nhảy tango với Huy Khánh cũng không tạo được sự lãng mạn mà trở nên lạc lõng với dòng chảy phim. Sau khi lên sóng ⅔ phim, Váy hồng tầng 24 tiếp tục thu về phản hồi tiêu cực từ báo chí. Báo Tuổi Trẻ ghi nhận "cái đọng lại nơi người xem vẫn chỉ là những hình ảnh đẹp, sắc màu tươi tắn của những trai thanh gái lịch". Trả lời phản hồi tiêu cực, đạo diễn Nguyễn Minh Chung thừa nhận thoại phim có vấn đề; nếu có lồng tiếng thì có thể cứu được nhiều điểm yếu trong phim. Cộng việc bộ phim sở hữu tiết tấu đặc biệt sẽ khiến người xem khó nắm bắt được diễn tiến nếu không tập trung. Nhưng ông cũng lý giải cảm giác xa lạ của người xem với Váy hồng tầng 24 không nằm ở vấn đề văn hóa mà nằm ở vấn đề xã hội: "Sự tiến bộ xã hội của Đài Loan [nguyên văn] cao hơn Việt Nam nên khán giả cảm thấy phim xa rời thực tế. Có thể hiểu vui những hình ảnh trong phim là tương lai Việt Nam".
Trong những tập cuối lên sóng, trang Khám phá bình luận: "phim có một câu chuyện, nhưng khán giả không hiểu câu chuyện đó. Bộ phim có một nút thắt, nhưng gần kết thúc phim mà khán giả vẫn không hiểu nút thắt đó là gì và sẽ phải gỡ bỏ như thế nào [...] những tình tiết được xử lý quá nhanh, những lời thoại đầy ẩn ý, những mối quan hệ đan xen khiến bộ phim nghe có vẻ hấp dẫn nhưng lại trở nên rất khó hiểu. Cuộc chiến giữa nhóm của An Nhiên và "liên minh ma quỷ" nào đó quá mơ hồ và đầy tính không tưởng". Trang tin tiếp tục lên một bài phê bình kết phim, chỉ ra điểm ấn tượng duy nhất của đoạn kết Váy hồng tầng 24 là cảnh các cặp đôi vui đùa trên bãi biển, những người đẹp "khoe dáng trong bộ bikini nóng bỏng". Về nội dung, bài viết chỉ trích kết thúc phim quá vội vã, chóng vánh so với bí mật và nút thắt được dày công xây dựng từ những tập đầu tiên. Do chỉ gói gọn trong hai tập, phim đã cố đưa ra những tình tiết "phi lý quá mức", những lý giải "hết sức khiên cưỡng" cho phần kết của bộ phim, và cuộc chiến giữa thiện và ác "chẳng có chút sức hấp dẫn nào". Tại phần cuối bài, tác giả nhận xét Váy hồng tầng 24 là một bức tranh quá nhiều chi tiết, màu sắc rực rỡ khiến người xem "đau đầu và lóa mắt, nhưng ý nghĩa của nó thì có chăng chỉ có những người đã tạo ra nó may ra mới hiểu nổi còn khán giả có cố gắng đến mấy cũng đành lắc đầu chào thua".

## Tranh cãi
Vấn đề quảng cáo trong bộ phim đã vấp phải làn sóng tranh cãi lớn vì rất nhiều cảnh phim đưa hình ảnh thương hiệu tài trợ một cách "lộ liễu", "thô thiển" vào bối cảnh lẫn lời thoại nhân vật. Trong đó, một tình tiết mà hai nhân vật chính phải thực hiện chiến dịch truyền thông cho kem dưỡng BB Pond's đã dành vài phút liên tục để nói về công dụng sản phẩm tại phòng tắm, nối liền đó là một đoạn TVC hơn 10 giây của thương hiệu trên. Hay hình ảnh hãng trà Lipton cũng xuất hiện "lồ lộ" trong những cảnh cận tả và quá trình diễn viên pha trà, uống trà tại các cuộc họp, quán xá,... Nhiều báo chí sau này đã dẫn phim làm ví dụ cho hiện tượng quảng cáo quá lố trên các chương trình truyền hình nội địa và gọi Váy hồng tầng 24 "không khác gì phim quảng cáo cho một hãng mỹ phẩm". Nhiều khán giả so sánh phim với bản gốc của Trung Quốc và cho rằng điểm khác nhau duy nhất giữa hai phim là "Unbeatable quảng cáo dầu gội đầu, còn Váy hồng tầng 24 quảng cáo kem dưỡng da".
Đã có những tranh cãi về lý do bộ phim được lên sóng truyền hình quốc gia vào khung giờ tối nhiều người xem nhất. Cây bút Khánh Linh của báo Công an nhân dân, ngoài gọi thẳng chất lượng phim ngang tầm "thảm họa", còn tiết lộ vì mối quan hệ thân thiết giữa BHD và Đài Truyền hình Việt Nam nên mới có "suất ngoại giao" cho Váy hồng tầng 24, với việc cho phép nhãn hàng tài trợ xuất hiện dày đặc từ đầu đến cuối phim. Trả lời trước vấn đề trên, đạo diễn Bùi Huy Thuần – thành viên Hội đồng duyệt phim VTV – cho biết việc phim lên sóng đã có hợp đồng ràng buộc chặt chẽ từ trước giữa nhà đài với bên sản xuất, và những tác phẩm tương tự sẽ còn lấp sóng cho đến hết 2014. Nhà biên kịch Trịnh Thanh Nhã trong hội đồng thì tỏ ra hoàn toàn bất ngờ "không hiểu lọt lưới ở đâu ra bộ phim đó, hội đồng thẩm định chúng tôi chưa hề đọc". Bà coi tác phẩm là "một nỗi xấu hổ của anh em truyền hình" và cho biết đã cố hết sức nhưng "không xem được nửa tập". Nhân trường hợp Váy hồng tầng 24, bài viết cho biết VTV đã có những nỗ lực đổi mới, nâng cao chất lượng phim truyền hình và giải quyết vấn đề hàng năm trời "phải chiếu những bộ phim rác rưởi"; một trong những điều đầu tiên đơn vị làm sẽ là thay đổi phương thức làm ăn với tư nhân, mua đứt bản quyền truyền hình phim nếu làm tốt, thay vì các cam kết quảng cáo để ngỏ chất lượng.